# Gustaf Bäckström
Gustaf Bäckström, född 24 januari 1990 i Uppsala, är en svensk före detta innebandyspelare. Han spelade back i Storvreta IBK i Svenska Superligan till och med säsongen 2014/15. Till säsongen 2015/16 bytte han klubb till Hagunda IF i vilken han spelade sin sista säsong. Han slutade spela 2016. Hans moderklubb är Sportklubben Vide. Han arbetar även i ett integrationsprojekt samt driver en blogg.